# 林番王
林番王（1899年—1965年7月11日），台灣基隆市政治人物，屬於中國民主社會黨，曾任基隆市市長。是臺灣戒嚴時期少見的非國民黨籍縣市首長及唯一非國民黨籍的基隆市市長，也是基隆市首位連任成功的非國民黨籍市長（另一個為民進黨籍的林右昌）。

## 早年生平
林番王生於日治時期的基隆市。由於不願接受日本教育而前往中國唸書，1917年畢業於福州市三一中學，畢業後來往臺灣、福建二地。之後經家人同意，從福州前往上海，考上上海復旦大學外文系就讀。
1926年8月林番王肄業於上海復旦大學。畢業後在杭州從事貿易工作。:1041927年林番王在福州創辦振利貿易公司。此時林番王以流利的上海話、福州話，在臺灣、福建、浙江之間從事三角貿易，同時注意中國大陸與臺灣的社會、政治運動。中日戰爭爆發後，林番王的貿易網被阻隔，便帶著家小，在福建、浙江、江蘇一帶流浪，從事小買賣。
二次世界大戰結束後，林番王於1946年回到基隆，在基隆市義二路上開設照相館。同年角逐基隆市市參議會選舉失敗。民國三十九年（1950年），基隆市舉行首屆市議會選舉，林番王出馬角逐，敗選。
1951年，台灣開放縣市長民選，林番王參加首屆基隆市長選舉，對上陳炳煌與謝貫一，最終以8千多票敗給謝貫一。翌年林番王當選基隆市議員。:104。謝貫一在此次當選後，接下來連任二次，直到1960年，進入中央政府服務。
民國四十二年（1953年），林番王角逐基隆市第二屆市議員，高票當選。
民國四十三年（1954年），林番王角逐基隆市第三屆市議員連任失敗。

## 基隆市長
1960年第四屆基隆市長選舉，中國國民黨提名基隆市黨部主委李國俊參選市長，由於李國俊本身並非基隆出身（湖北人），原先被看好獲得提名議長蔡火砲則是在提名前捲入走私案，被視為與提名恩怨有關。:105
李國俊的獲得提名也引起地方反彈。地方一度串連希望衛生局主秘王宗仁出來違紀參選。林番王以民社黨提名人身份參選，在選戰中，李國俊受到國民黨基隆市黨部大力拉抬，市黨部強迫商人捐錢及購買鞭炮歡迎李國俊；並威脅民眾不可借車給林番王。:122而李國俊更能獲得基隆高中邀請演講，對林番王做人身攻擊，反而引起學生反感。:121學生除不滿校方只邀請李國俊而不邀請林番王外，也私下傳閱《自由中國》雜誌對李國俊在大陸時期的胡作非為的批評。:121而學生家長也出現受到基隆市黨部的威脅不可替林番王助選、不可借車子給林番王，甚至強迫商人捐錢給李國俊、脅迫商家購置鞭炮歡迎李國俊的事情，:122反而使得《自由中國》雜誌對李國俊的批評增加了說服力。:122
在投票當天，林番王已經因疲累過度躺在病床上，:106結果在基隆市民同仇敵愾的支持下，最終林番王以43,948票擊敗了李國俊36,617票。對此林番王曾感慨表示「選舉真像是一顆籃球，你猛力拍他，他的反彈也愈高」 :106當時林番王只能在病床上接見記者迎接當選。直到選後隔日才得下床。在市長開票時，曾傳出國民黨作票傳聞，但因為雙方票數差距七千票，林番王仍順利當選。
1964年第五屆基隆市長選舉中，中國國民黨推派謝清雲（現任基隆市市長謝國樑祖父）為候選人，但仍遭林番王擊敗，林番王連任市長。林番王接連打敗李國俊及謝清雲，使基隆流傳著「番王坐美國船、食清糜」這一句諺語，意思是林番王選票多過李國俊（臺語諧音：美國船）、謝清雲（臺語諧音：食清糜），創下了台灣自治史的紀錄。
任內一共增設了3所中學、8所小學，於硬體與軟體上改善基隆孩子的教育環境；市政建設上，不但架設了許多大型橋樑(如七賢橋等)、開闢瑪陵道路及戰備道路、整修馬路與四通八達的街衢、協助港務局於1961年改建內港設施、築碼頭等。
林番王晚年居住臺北市仁愛路四段18號住所，因出入不方便而於1965年7月2日遷入中山北路一段53巷71號臨時住所。1965年7月11日晚上六時三十五分，林番王因肺癌病逝於臺北市中山北路臨時住所。據主治醫師台北市立仁愛醫院內科主任陳寶輝表示，死因為右肺積水壓迫心臟而亡。身後下葬於中正公園旁。

## 私人生活與家庭
在日治時期，林番王與元配在基隆結婚，生下十五個子女。
在林番王至上海讀書時，另外娶了側室朱鳳娥，兩人生下三名子女，林幼文，林貴文與林錦文。在林番王回台時，將朱鳳娥及其子女帶回；在元配過世後，朱鳳娥扶正。
在基隆市長任期內，林番王與朱鳳娥不睦，經常出入酒家。朱鳳娥多次進行抓姦，登上新聞版面。甚至林番王身穿內褲被抓姦在床的照片被登上報紙，被視為遭警方蓄意放縱。林番王曾向法院訴請離婚。
在林番王過世後，喪禮上除了朱鳳娥外，還有前台北白玉樓當紅酒女秋萍（林麗珠），也抱著她剛生下僅三個月的女嬰在他遺體旁守孝。
在林番王死後，朱鳳娥長期霸佔基隆中正路市長官邸（現今基隆市定古蹟基隆市長官邸），未搬離。1970年代開始，市政府開始催討，要求朱鳳娥搬離，朱鳳娥拒絕，雙方鬧上法院。1975年10月17日，朱鳳娥因與旅居美國的浙江籍華僑孔阿華結婚，準備移民美國，主動搬離基隆市長官邸。
林番王兒子林文雄為東京大學法學博士、台灣大學名譽教授，曾於1972年參選第七屆基隆市長，敗給國民黨的陳正雄。2014年第十七屆市長選舉中，林文雄表態支持民進黨候選人林右昌。

## 書目及相關研究
- 〈民社黨的風流市長林番王〉，台灣時報社集體探訪，《政海浮沉錄》，鳳山市：《台灣時報》社，1977年9月。頁103-109。
- 〈台灣民主運動人物誌 基隆人的市長林番王〉，蔡憲崇。《亞洲人》第一卷第四期，臺北：八十年代出版社，1981年8月。頁80-83。

## 外部連結
- 國民黨恨透卻無奈的番王市長（管仁健） （页面存档备份，存于）

| 政府职务      | 政府职务                                         | 政府职务              |
| ------------- | ------------------------------------------------ | --------------------- |
| 基隆市政府    |                                                  |                       |
| 前任： 謝貫一 | 基隆市市長 第四-五屆 1960年6月2日－1965年7月11日 | 繼任： 江繼五（代理） |